# Wiarołomca: Sekrety nieśmiertelnego Nicholasa Flamela
Wiarołomca (ang. The Warlock. The Secrets of the Immortal Nicholas Flamel) – piąta część z serii Sekrety nieśmiertelnego Nicholasa Flamela autorstwa irlandzkiego pisarza Michaela Scotta. Powieść ukazała się w USA 24 maja 2011, a 2 czerwca 2011 w Wielkiej Brytanii. W Polsce książkę wydano 10 października 2012 roku. Jest to kontynuacja książki Nekromanta. Ostatnią, szóstą częścią cyklu, jest Wiedźma.